# Куаресма да Силва, Иван
Ива́н Куаре́сма да Си́лва (порт. Ivan Quaresma da Silva); род. 7 февраля 1997 или 2 июля 1997, Риу-дас-Педрас, Сан-Паулу) — бразильский футболист, вратарь клуба «Интернасьонал».

## Клубная карьера
Иван — воспитанник клубов «Гуарани» и «Понте-Прета». 11 декабря 2016 года в матче против «Коритиба» он дебютировал в бразильской Серии A в составе последнего. В начале 2022 года Иван перешёл в «Коринтианс». 27 мая в матче Кубка Либертадорес против боливийского «Олвейс Реди» он дебютировал за основной состав.
В июле 2022 года перешёл в «Зенит» на правах аренды.
31 августа дебютировал за «Зенит» в матче кубка России против воронежского «Факела», не пропустив ни одного мяча. Всего провёл за клуб четыре матча — всё в Кубке России.
13 января 2023 года перешёл в бразильский клуб «Васко да Гама» на правах аренды.
7 января 2024 года перешёл в бразильский «Интернасьонал», заключив контракт до декабря 2026 года.